# 佐藤統
佐藤 統（さとう はじめ、1980年6月10日 - ）は、日本のピアニスト。岡山県早島町出身。

## 人物
- 姉と妹がいる。
- 元新宿LOFTスタッフである。
- サンバホイッスルの名人でもある。
- ランニングは日課となっており、地方滞在時も街を走っている[1]。「日課...ではない。」と本人は否定しているが、不定期ながらもランニングを行っているのは事実であり、「#hajiplayground」のタグにて走行軌跡と距離を確認することができる[2]。
- ラーメン二郎をこよなく愛しており、食した際はインスタへUPしている。2019年12月31日時点では通算38店舗達成。全店制覇まで残すは5店舗とのことである（栃木街道・川越・新潟・会津若松・前橋千代田町店）[3]。
- 実際のところ「ラーメンよりカレーの方が好きかもしれん」とのことで、最近はもっぱらカレーの食べ歩きばかりしており、ついには「カレーが好き」と認めてしまった[4]。
- 所属事務所のafro skull recordは慢性的な人手不足であり、自身の出演時以外も高野哲のライブに帯同することがしばしばある。2020年6月1日にリリースされたTHE BLACK COMET CLUB BANDのLa Vie En Roseのクレジットにて“stage management”と初めて記載された。

## 音楽
太字は現在メインで活動しているバンド、ユニットである。
- opening（オープニング）

Pf.佐藤統、Gt.山ノ口裕二、Ba.福田健人、Dr.鳴瀬慎也による4人編成のピアノエモ* インストゥルメンタルバンド。

2009年2月4日1st. アルバム『黙』リリース。ジャケットのタイトル文字は佐藤統の父親が書いたものである。
- MAOW（マオウ）

Ba.岡峰光舟（THE BACK HORN）率いる4人編成のネオクラシカルインストメタルバンド。　LIVE活動は不定期。Key.佐藤統、Gt.マツシタミノル、Dr.ウツミエリ（Mariner Valley Cruise）
「ネオクラシカルインストメタルバンド」という表現に関しては、岡峰光舟本人ですら「言ってて意味わからない」と述べている。
　
- THE JUNEJULYAUGUST

Vo.＆Gt.高野哲（THE BLACK COMET CLUB BAND、nil他）Pf.佐藤統、Dr.井上司（fox capture plan）によるベースレス変則ピアノトリオバンド。

詳細は「THE JUNEJULYAUGUST」のページを参照。
- THE BLACK COMET CLUB BAND

Vo.＆Gt.高野哲（THE BLACK COMET CLUB BAND、nil他）、Ba.小林勝（ザ* クロマニヨンズ、nil）、Pf.＆Sw.佐藤統、Dr.風間弘行（nil）、Dr.照井仁（PULLING TEETH）による5人編成のツインドラム* ロックバンド。詳細は「THE BLACK COMET CLUB BAND」のページを参照。
- 鉄人（てつじん）

Vo.＆Gt.高野哲（THE BLACK COMET CLUB BAND、nil他）、Dr.＆Cajon＆Vo.照井仁（PULLING TEETH）によるアコースティックヘヴィメタルユニット。詳細は「鉄人」のページを参照。佐藤統は途中加入。LIVE中の自由な振る舞いが髙野と照井の逆鱗に触れサポートに降格したが重要なメンバーであることに変わりはない為、本項目に記載する。

## サポート
LIVEサポート
- 石崎ひゅーい　　シンガーソングライター。ウツミエリらとともに渋谷O-Crest* 新宿Loft* ミナホ等でサポートを務めた。[8]
- REDЯUM　　“和製Portishead”と称され、多くのアーティストや海外からも支持を受けたロック* バンド。2009年解散。
- ゆきつぐ　　Vo.村田有希生（mywaymylove）とGt.中村佳嗣（Eins:Vier）によるプロジェクト。　恵比寿aim* 下北沢QUE等。[9][10]
- the god and death stars　　Gt.aie（deadman）を中心としたロックバンド。　渋谷La.mama* 新宿LOFT（aie単独行動）等。
- astrcoast　　石崎ひゅーいを中心としたロックバンド。2010年に解散。

RECサポート
- me-al art　　4人編成のオルタナティブロックバンド。2015年に活動休止。